# Irán en los Juegos Olímpicos de Pyeongchang 2018
Irán estuvo representado en los Juegos Olímpicos de Pyeongchang 2018 por cuatro deportistas, dos hombres y dos mujeres, que compitieron en dos deportes.
La portadora de la bandera en la ceremonia de apertura fue la esquiadora de fondo Samaneh Beyrami Baher. El equipo olímpico iraní no obtuvo ninguna medalla en estos Juegos.